# Schraubenverschluss
Der Schraubenverschluss bzw. Schraubverschluss ist eine Verschlusskonstruktion bei Geschützen. Er wurde ab ungefähr 1840 entwickelt, gehört zu den am häufigsten eingesetzten Verschlusskonstruktionen und wird heute vor allem bei großkalibrigen Geschützen angewendet.

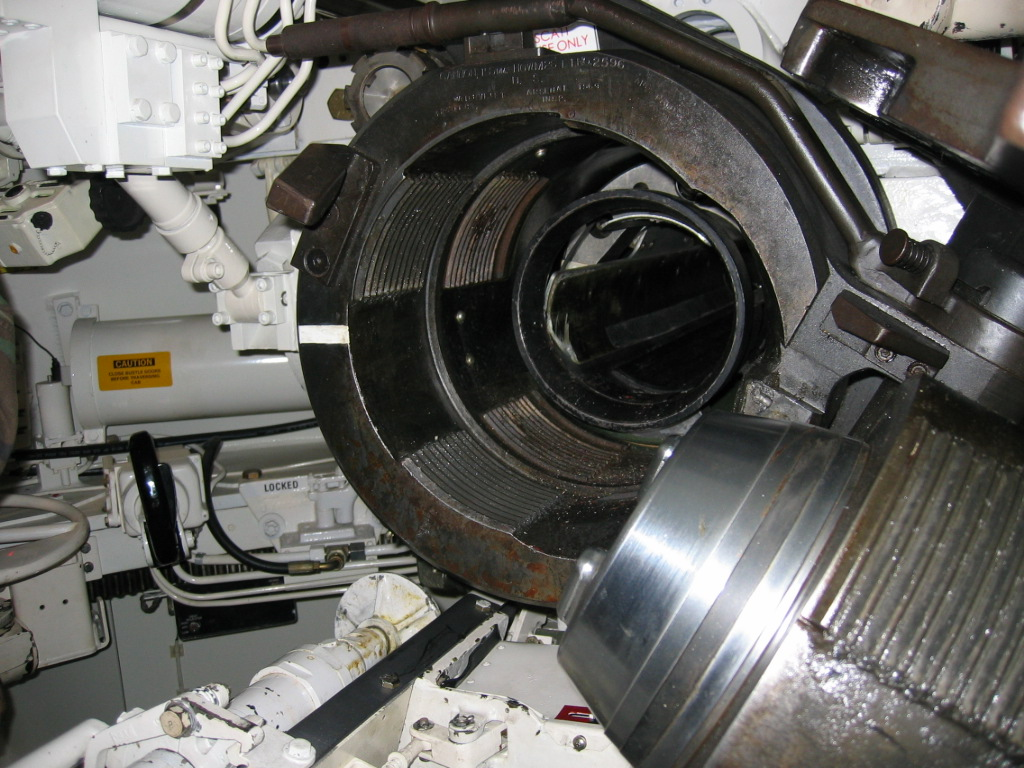
US-Verschluss der Panzerhaubitze M109

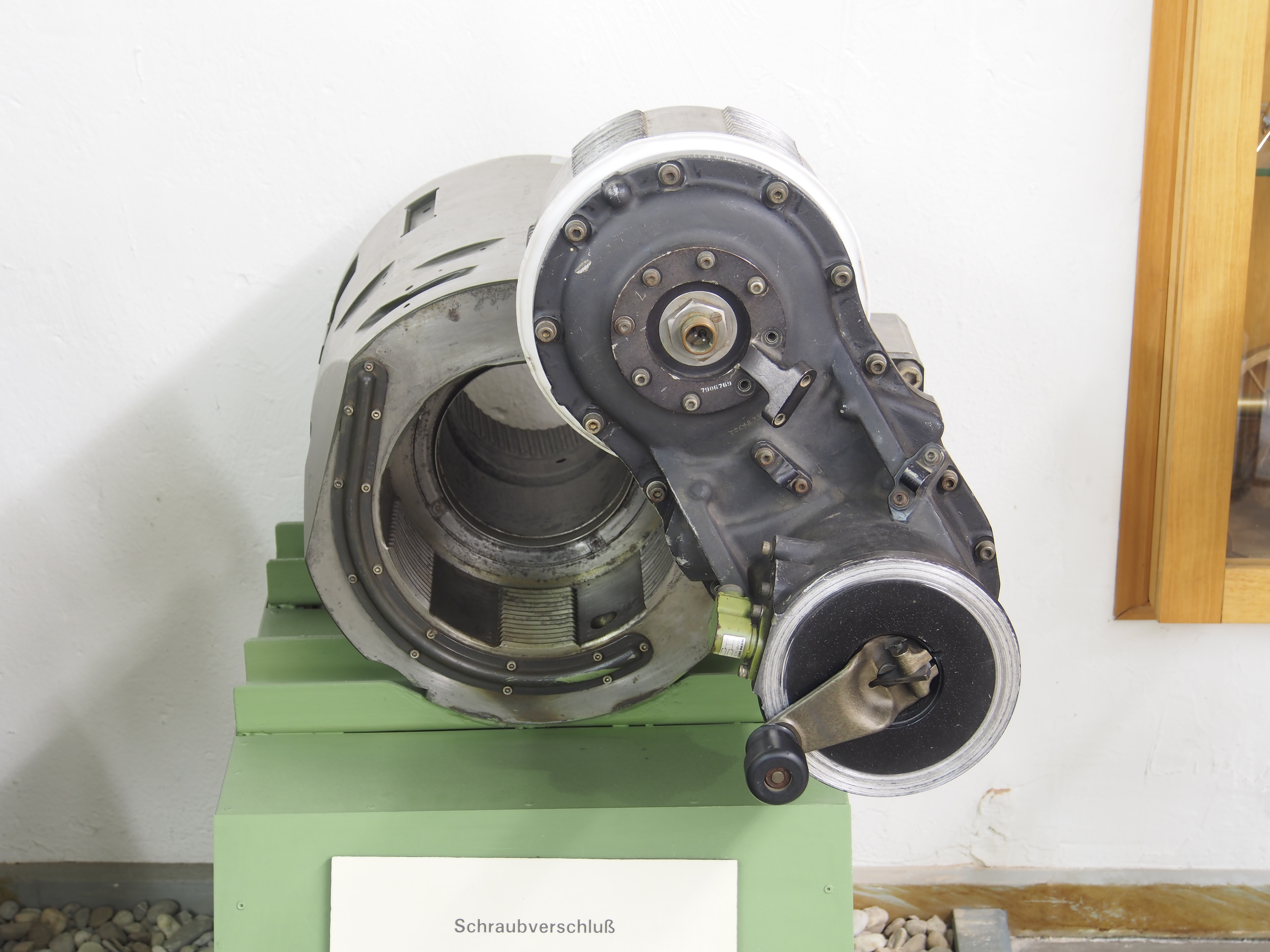
Schraubverschluss der Kanone des Kampfpanzers 70 in der Wehrtechnischen Studiensammlung Koblenz

## Grundsätzliche Anforderungen
Der Verschluss des Geschützes schließt das Rohr nach hinten ab und muss bei der Schussabgabe die Kräfte des Rückstoßes über das Rohr in die Lafettenkonstruktion ableiten. Dazu muss er zuverlässig mit dem Rohr verriegeln. Zusammen mit der Kartusche muss er das Rohr gasdicht abschließen, um die Treibladung möglichst vollständig auszunutzen. Der Verschluss sollte einen Schutz gegen unbeabsichtigte Abfeuerung bieten. Grundsätzlich muss sich der Verschluss bei manueller Betätigung mit wenigen Handbewegungen schnell öffnen und schließen lassen. Gefordert werden weiterhin geringes Gewicht und geringe Abmessungen, um die tote Rohrlänge, das heißt die Länge des Rohres hinter der Patronen- bzw. Pulverkammer, zu minimieren. Diese tote Rohrlänge bestimmt zusammen mit dem Rücklaufweg des Rohres die maximale Rohrerhöhung bei gegebener Lafettenkonstruktion.

## Konstruktionsprinzip
Schraubverschlüssen ist grundsätzlich gemein, dass die Geschützseele und ein beweglicher Verschlussteil über korrespondierende Außen- und Innengewinde verfügen. Das Rohr wird durch Zuschrauben vor der Schussabgabe geschlossen. Zu Beginn waren die Konstruktionen nur wenig anspruchsvolle Schrauben, die in einfache Gewinde eingedreht wurden. Diese wurden erst nach und nach zu Verschlussmechanismen weiterentwickelt. Zu Beginn der Entwicklung konnte das Muttergewinde in der Seele oder an der Schraube liegen, später setzte sich jedoch die Kombination mit Muttergewinde in der Geschützseele und Außengewinde an der Schraube durch und kennzeichnet fast alle Konstruktionen ab der zweiten Hälfte des 19. Jahrhunderts. In der weiteren Entwicklung teilten sich die Systeme in solche mit unterbrochenen Gewinden und solche mit ununterbrochenen Gewinden.

## Systeme mit unterbrochenen Gewinden

### „Reffye“-/„De Lahitolle“-System
In Frankreich wurden zu Beginn der 1870er-Jahre erste Verschlüsse mit unterbrochenen Schrauben konstruiert. Zwei gegenüberliegende Segmente der Verschlussschraube besaßen ein Schraubengewinde, die beiden übrigen waren glatt. Das Muttergewinde des Rohres war gleichartig konstruiert. Die Verschlussschraube war axial verschiebbar in einem Schwenkarm gelagert. Zum Öffnen bzw. Schließen wurde die Schraube um 90° gedreht. Die geöffnete Schraube konnte danach axial hin und her bewegt werden. Zum Laden oder Schließen wurde die Schraube noch geschwenkt. Zur Verriegelung wurden 50 % des Gewindeumfangs genutzt. Bei ausreichender Dimensionierung des Verschlusses waren somit auch hohe Gasdrücke beherrschbar. Gleichzeitig wurde der Bewegungsablauf auf drei Bewegungen – Drehen, Verschieben und Schwenken – reduziert, was die Zeit für das Nachladen drastisch verkürzte. Alle vorhergehenden Systeme waren noch nicht vollständig mit dem Rohr verbunden und mussten jedes Mal „zusammengebaut“ werden. Die Treibladung und das Geschoss waren bei diesem System noch getrennt. Die Geschosse hatten noch keinen Ring für die Führung in den Zügen, sondern Führungsnoppen auf der Oberfläche, die den Einsatz von polygonalen Zügen ermöglichten. Da die Treibladung über Kartuschen geladen wurde, gab es keinen Auswerfer für Hülsen. Gezündet wurde durch ein Zündloch. Das System verfügte zunächst noch nicht über eine Verriegelung.
Zwei Konstrukteure sind hervorzuheben: de Reffye und de Lahitolle. Beide verwendeten einen grundsätzlich gleichen Verschluss, jedoch bestanden die 1873 vorgestellten Feldkanonen von de Reffye zuerst noch aus Bronze, später auch aus Stahl. De Lahitolle führte 1875 mit der Canon Lahitolle de 95 mm ein erstes Stahlkanonenrohr mit einem Verschluss aus Stahl ein. Die 95-mm-Kanone von De Lahitolle wurde unter anderem zunächst für die Casemate de Bourges vorgesehen, kam jedoch nach dem Erscheinen der Canon de 75 mle 1897 nur sehr vereinzelt zum Einsatz.
In Frankreich wurden auch viele alte bronzene Vorderlader auf diesen Verschluss umgebaut. Hierzu wurde das Rohr hinten geöffnet und eine neue Geschützseele angebracht, die den Verschlussmechanismus aufnahm. Häufig wurde die 120-mm-Feldkanone Modell 1858 mit Hinterladerverschluss ausgerüstet. Dieses Modell erhielt die Bezeichnung culasse 12 defense de fosse mle 1884. Diese Umbauten wurden in Grabenstreichen der verschiedenen französischen Festungen dieser Zeit eingesetzt.
Die Ladesequenz:
- Einschieben des Projektils und der Treibladung in das Rohr.
- Vorschwenken der Schraube.
- Einschieben der Schraube.
- Drehung der Schraube um 90° nach rechts zum gasdichten Verschließen. Wenn vorhanden, rastet die Verriegelung ein.
- Einführen einer Zündladung in das Zündloch. Zündung durch Zündeisen.
- Drehung der Schraube um 90° nach links zum Öffnen. Wenn vorhanden, muss der Entriegelungshebel zuvor bedient werden.
- Herausziehen der Schraube.
- Wegschwenken der Schraube. Die Waffe kann wieder geladen werden.

Die Gewindeteile von Mutter und Schraube leisten keinen Beitrag zur Abdichtung, sondern sie besorgen die Pressung von Dichtkegeln vor und hinter dem Gewinde.

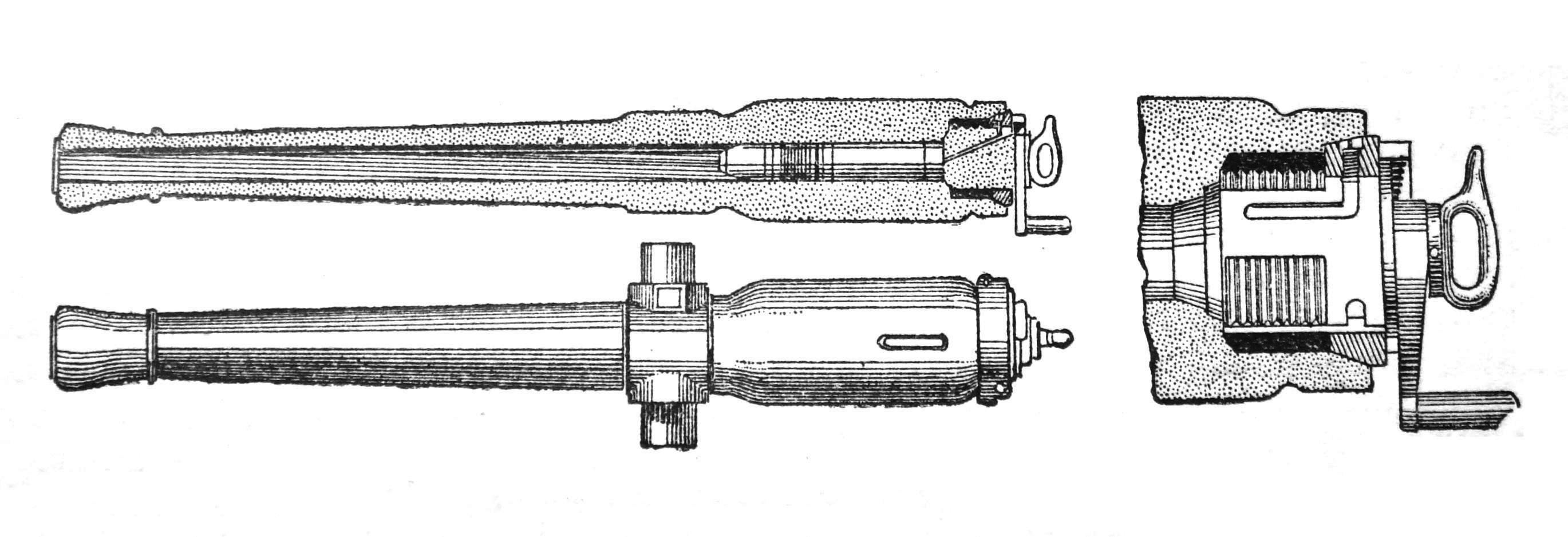
Skizze des Rohres nach De Reffeye
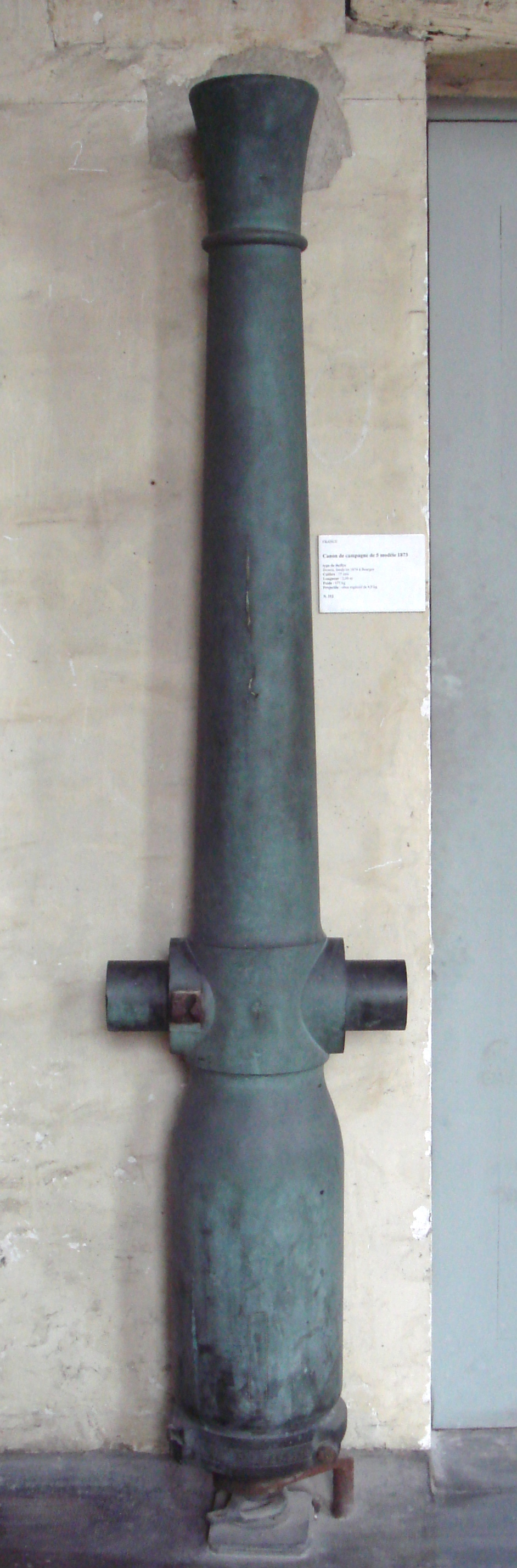
Rohr einer 75-mm-Kanone aus Bronze von De Reffye
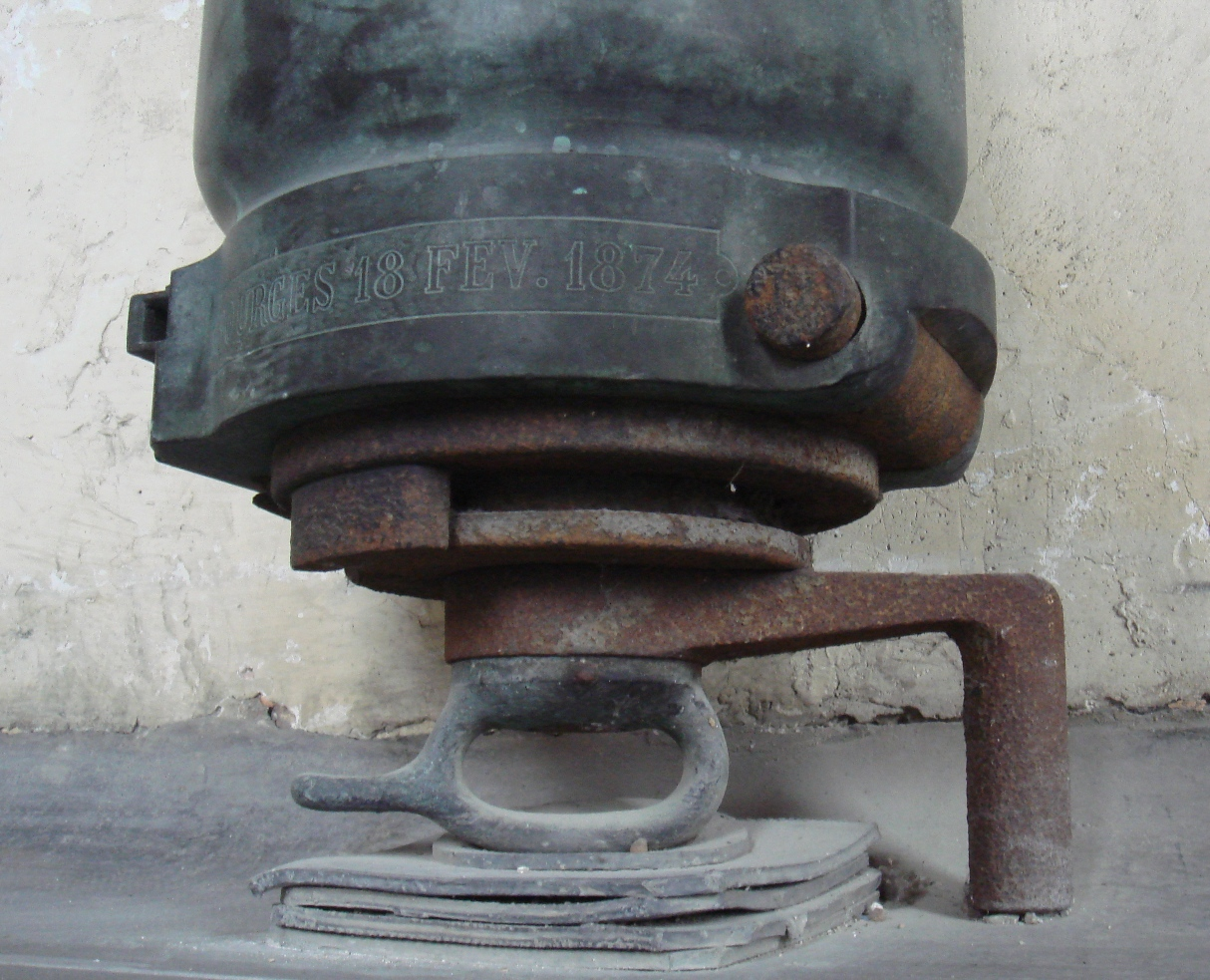
Detail: 75-mm-Verschluss mit Schwenkmechanismus und Kurbel
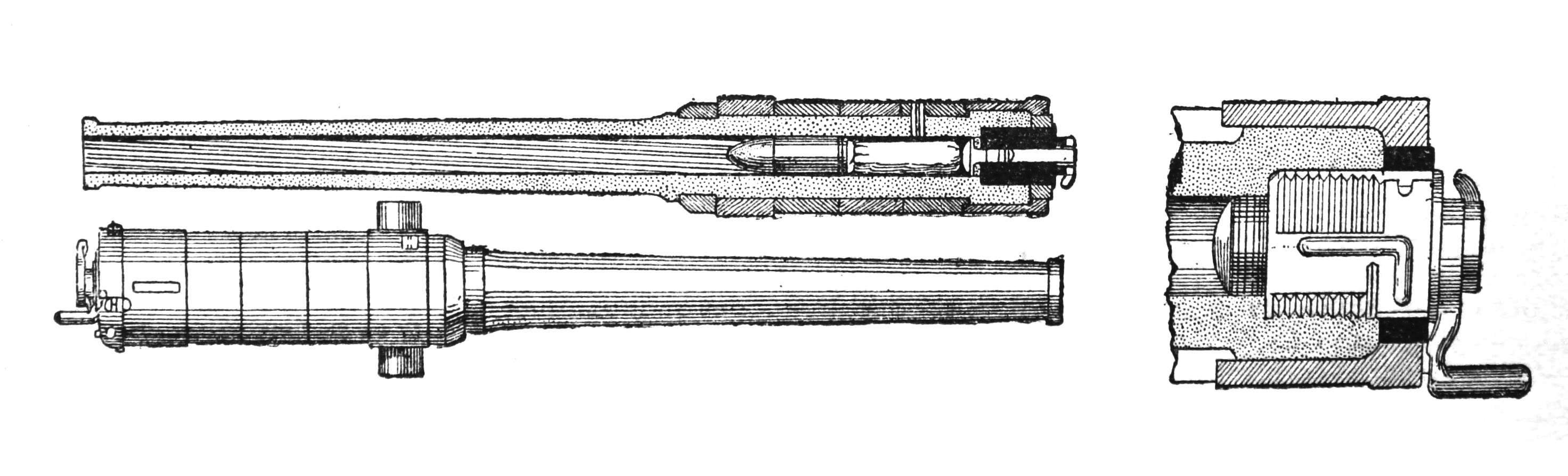
Skizze des Rohres nach De Lahitolle
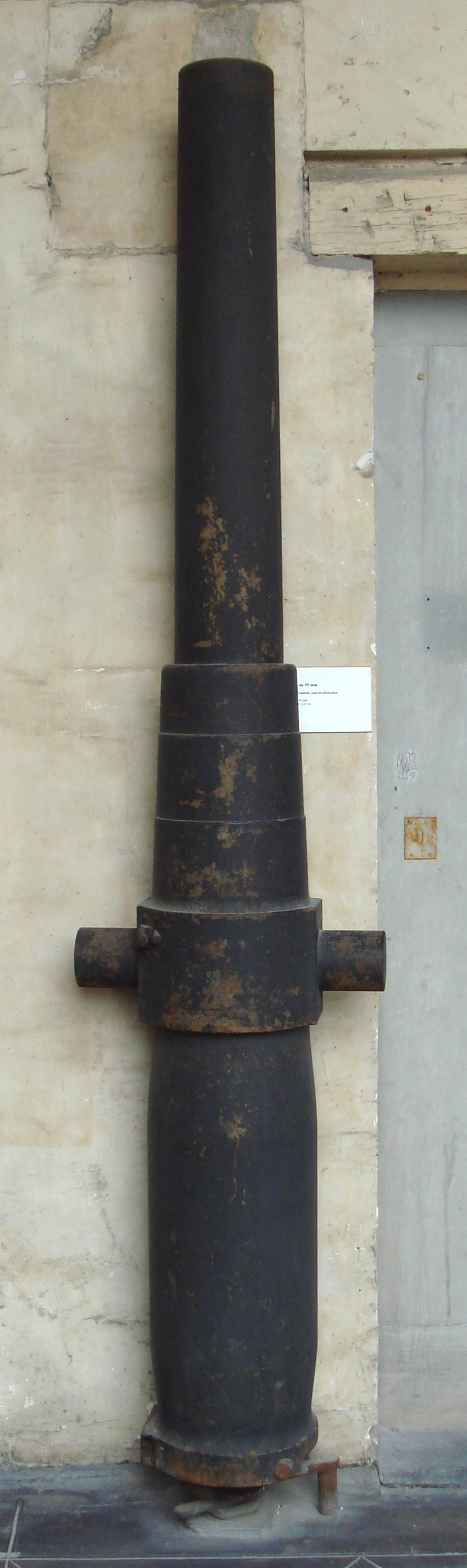
Rohr einer 95-mm-Kanone aus Stahl von De Lahitolle
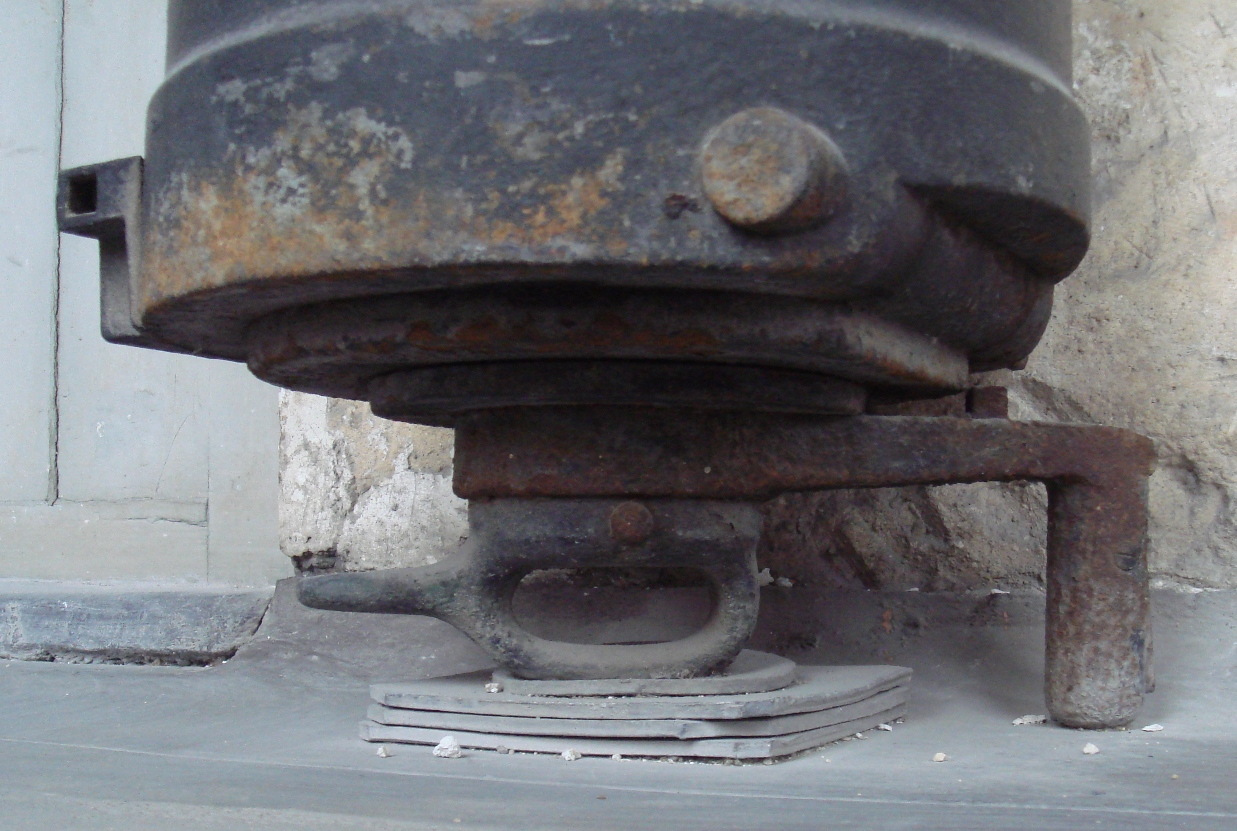
Detail: 95-mm-Verschluss mit Schwenkmechanismus und Kurbel
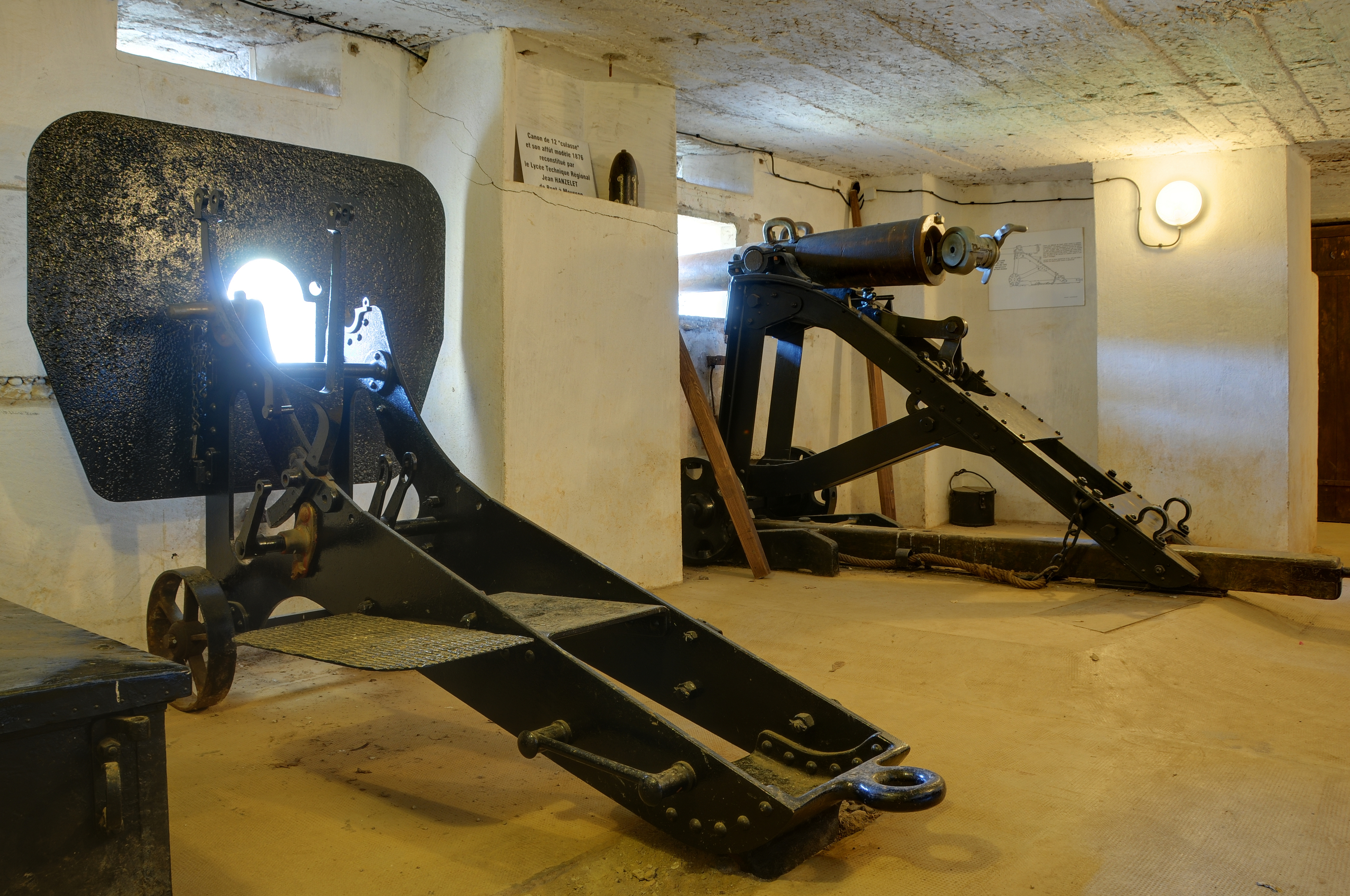
Im Hintergrund eine culasse 12 defense de fosse mle 1884 mit geöffnetem Verschluss
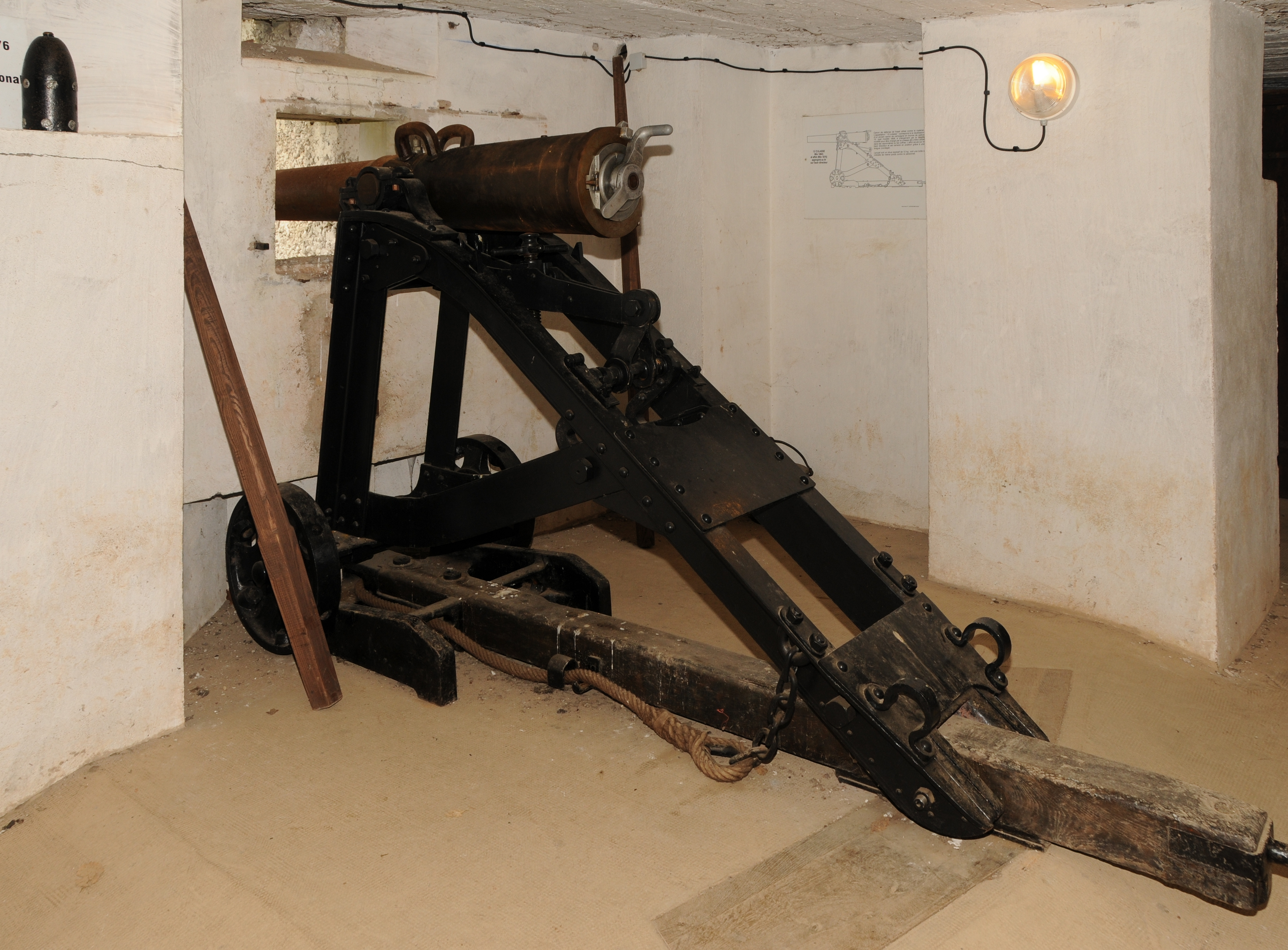
Canon 12 de culasse modèle 1884, am linken Rand ein Geschoss mit Führungsnoppen

### System Baranowski
Baranowski, ein russischer Konstrukteur der Firma Nobel in Sankt Petersburg, konstruierte etwa zeitgleich wie De Reffye und De Lahitolle Geschütze mit Verschlussmechanismus. Der Verschluss war ein Schraubenverschluss mit unterbrochenem Gewinde nach französischem Vorbild. Baranowskis Neuerung war jedoch die Verwendung eines Abzugsmechanismus zur Zündung und die Konzeption für Patronenmunition. Baranowski umging Probleme mit der Gasdichtheit durch die lidernde Wirkung der Patronenböden. Auch war der Verschluss erstmals von Beginn an mit einer Verriegelung ausgestattet. Der Abzug konnte nicht betätigt werden, bevor nicht der Verschluss vollständig geschlossen war. Der Hahn wurde automatisch beim Schließen gespannt. Patronenmunition erfordert für einen effizienten Einsatz einen Auswerfer. Baranowski konstruierte einen solchen. Er wurde automatisch beim Öffnen des Verschlusses betätigt. Das Geschützrohr und die Seele waren zweigeteilt und wurden aufgeschrumpft. Als Material verwendete Baranowski Stahl.
Die Ladesequenz
- Einschieben des Patrone in das Rohr.
- Vorschwenken der Schraube.
- Einschieben der Schraube.
- Drehung der Schraube um 90° nach rechts zum gasdichten Verschließen. Die Verriegelung rastet ein.
- Abfeuern durch Auslösen des Hahns.
- Entriegeln und Drehung der Schraube um 90° nach links zum Öffnen.
- Herausziehen der Schraube.
- Ausstoßen der Hülse.
- Wegschwenken der Schraube. Die Waffe kann wieder geladen werden.

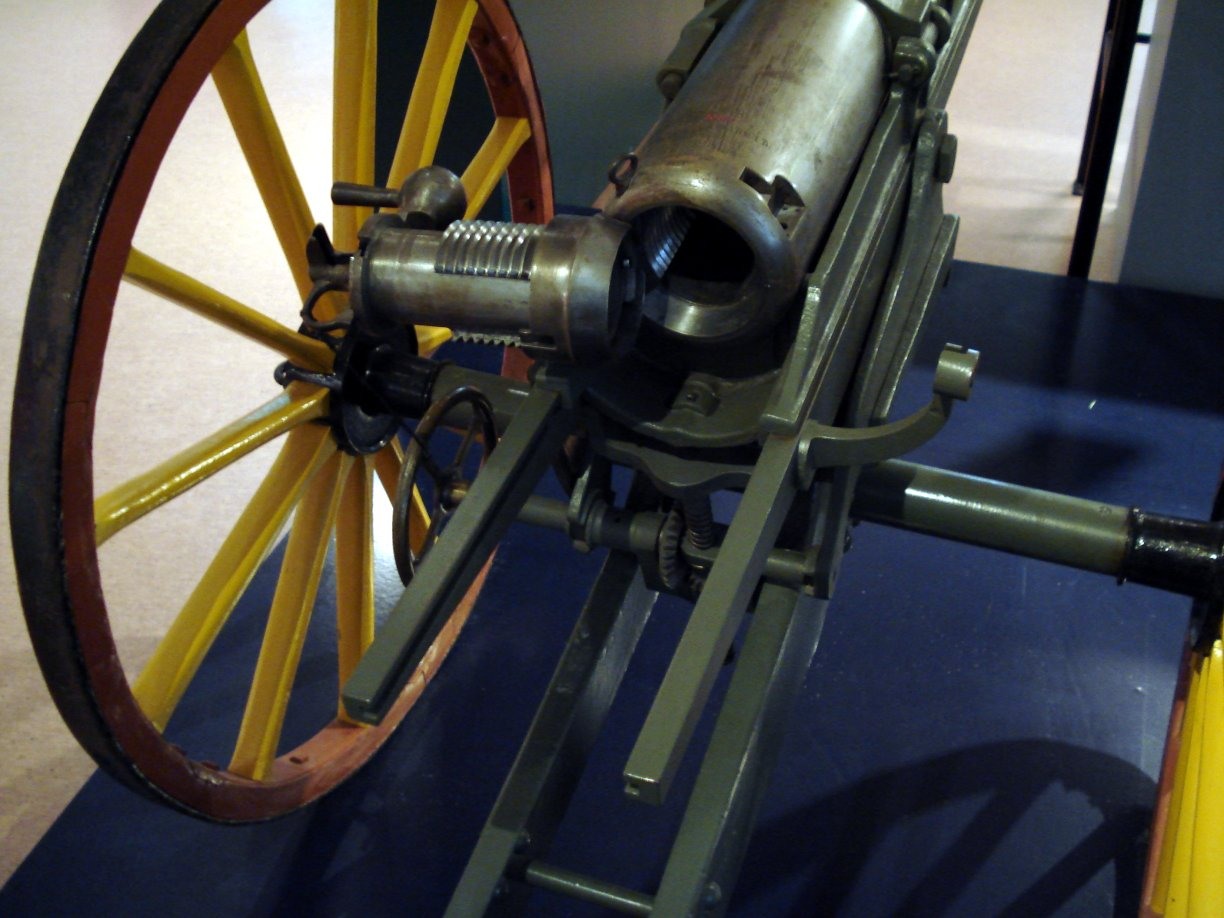
Verschluss nach Baranowski in geöffnetem Zustand

### „De Bange“-System

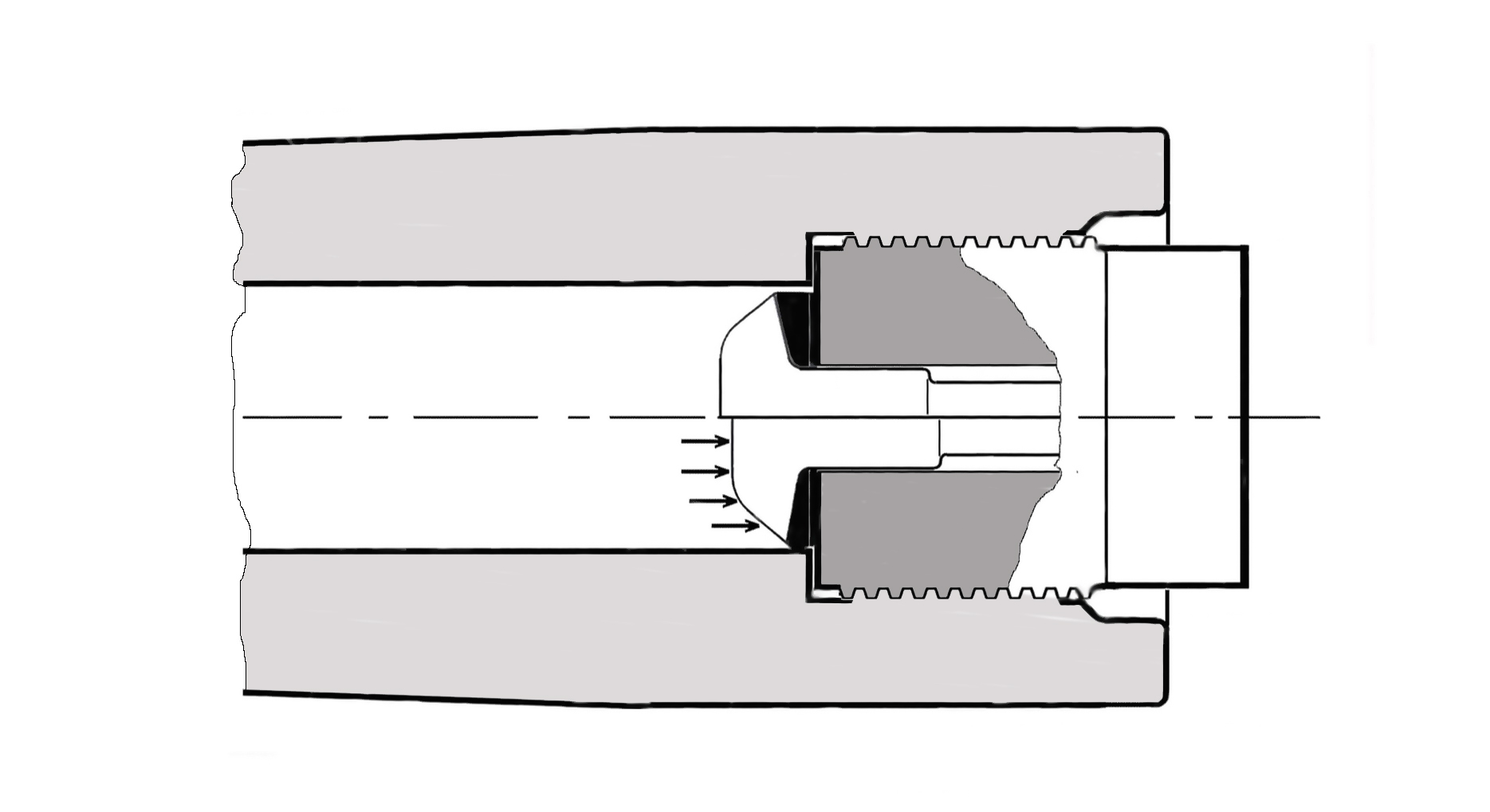
DeBange Schraubenverschluss, Liderung

Charles Valérand Ragon de Bange stellte 1877 ebenfalls einen Verschlussmechanismus mit unterbrochenem Gewinde vor. Er löste das bis dahin bestehende Problem der Gasdichtigkeit durch die Einführung einer plastischen Abdichtung in Form eines Asbest-Fett-Ringes. Durch die Gasdichtheit eignet sich der Verschluss besonders für Kartuschenmunition und in der Folge auch für große bis sehr große Kaliber. De Bange übernahm die verschiebbar/schwenkbare Lagerung der vorangegangenen französischen Konstruktionen, verbesserte Details jedoch erheblich. Der De-Bange-Verschluss hatte eine Verriegelung, einen sicheren Abzugsmechanismus und zusätzliche Griffe, die das Ausschwenken erheblich erleichtern. Das Gewinde ist anders als bei den vorangehenden Systemen in drei Segmente geteilt. Ein Auswerfer für Hülsen ist nicht vorgesehen. Die wesentlichen Elemente des Verschlusses werden auch heute noch verwendet.
Die von Ragon de Bange konstruierten Kanonen des Kalibers 80 mm, 90 mm und 155 mm mle 1877 wurden 1877 bzw. 1879 in der französischen Armee eingeführt. Es wurden Varianten als Feldkanonen und für Geschütztürme entwickelt. Erstere hatten noch keinen Rohrrücklauf, da diese erst zum Ende des 19. Jahrhunderts serienreif waren. Die Royal Navy bzw. die British Army nutzen bei der neuerlichen Einführung der Hinterlader (BL - Breech Loading) ebenfalls das von de Bange konstruierte Verschlusssystem. Auch andere Staaten, wie die USA, führten Waffen nach diesem System ein. Die Konstruktion de Banges stand dabei in Konkurrenz zu den von Krupp entwickelten Keilverschlüssen und dem baranowskischen Konstruktionen. Während beispielsweise Serbien 1884 der französischen Konstruktion den Vorzug gab, bevorzugte Rumänien 1885 die Kruppsche Konstruktion. Russland wandte sich 1884 bei der 9/35-Zoll-Kanone M1877 vom Keilverschluss ab und führte den Schraubenverschluss ein, der für großkalibrige russische und sowjetische Artilleriewaffen zur dominierenden Verschlusskonstruktion werden sollte.
Die Ladesequenz:
- Einschieben des Projektils und der Treibladung in das Rohr.
- Vorschwenken der Schraube.
- Einschieben der Schraube.
- Drehung der Schraube um 60° nach rechts zum gasdichten Verschließen. Die Verriegelung rastet ein.
- Abfeuern durch Auslösen des Hahns.
- Entriegeln und Drehung der Schraube um 60° nach links zum Öffnen.
- Herausziehen der Schraube.
- Wegschwenken der Schraube. Die Waffe kann wieder geladen werden.

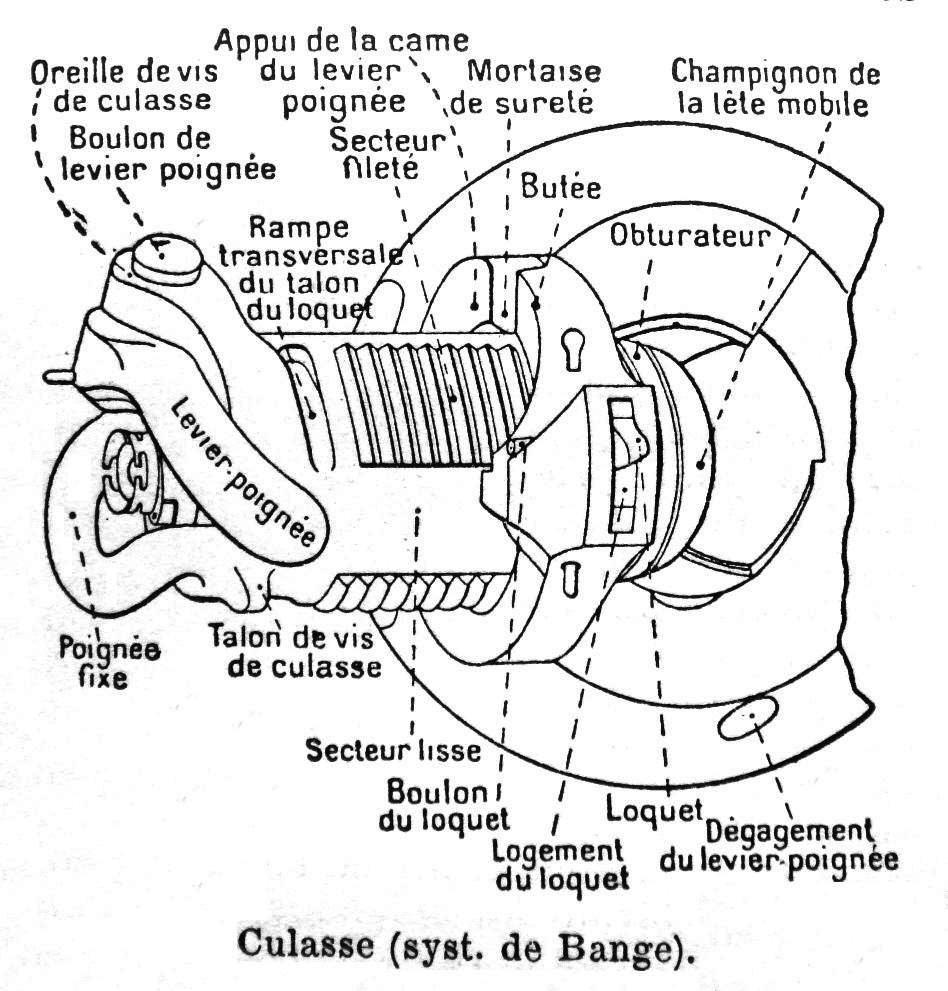
Funktionsskizze des De-Bange-Verschlusses
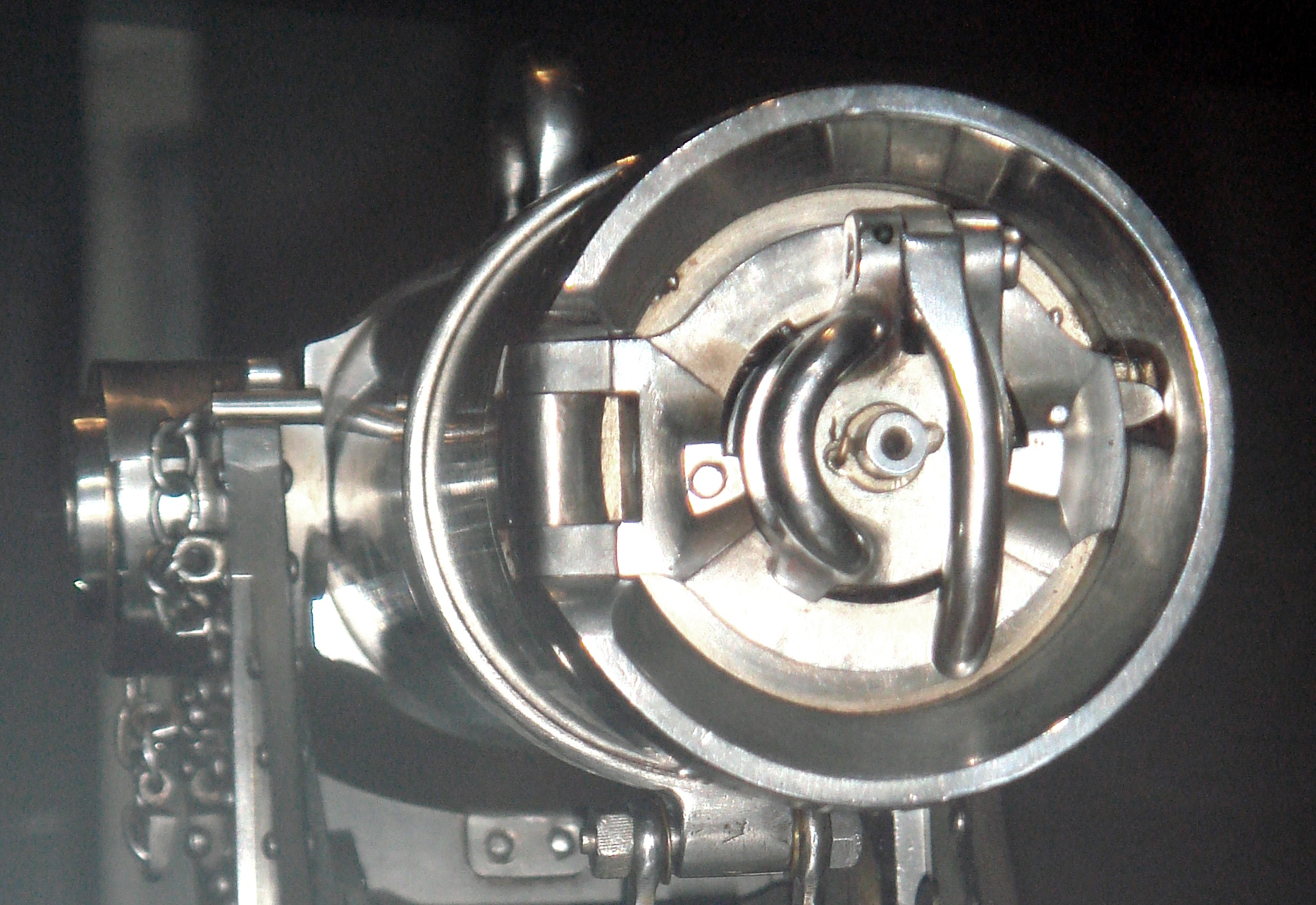
De-Bange-Verschluss, geschlossen
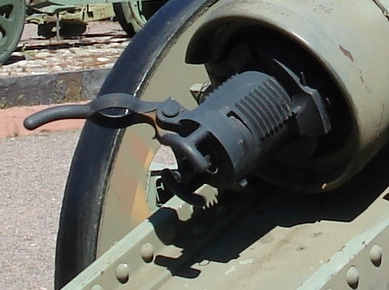
De-Bange-Verschluss, halb geöffnet
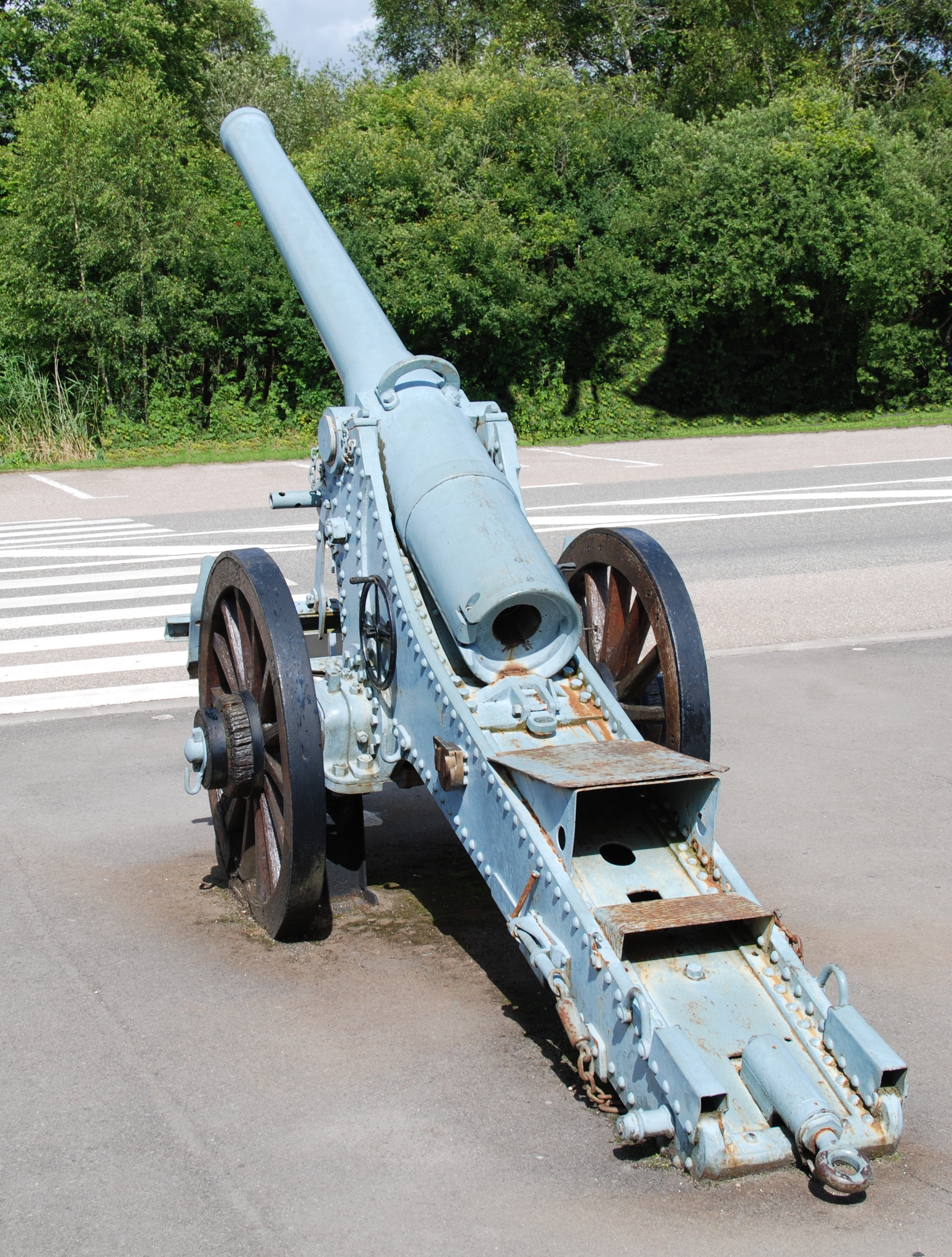
De-Bange-Geschütz 155mm mle 1877 mit entferntem Verschluss, gut zu sehen das Muttergewinde in der Geschützseele

### Konischer Schraubenverschluss
In Großbritannien wurde der Schraubenverschluss für alle Kaliber bis zu 6 Zoll zusammen mit Messingkartuschen eingesetzt. Im Gegensatz zu anderen Staaten, in denen für Schnellfeuerkanonen im Regelfall Keilverschlüsse des Systems Krupp bzw. Nordenfelt zum Einsatz kamen, hielt Großbritannien auch bei den Schnellfeuerkanonen der QF-Serie (Quick Fire) am Schraubenverschluss fest. Hier kamen auch Granatpatronen zum Einsatz. Bei der Entwicklung der QF 6 inch ergab sich jedoch ein sehr starker Rückstoß, der eine stärkere Verriegelung erforderte. Dies wiederum machte eine größere Anzahl von Gewindestegen erforderlich. Ein derartiger Verschluss würde jedoch sehr lang werden. Zum Öffnen des Verschlusses waren drei Bewegungen notwendig: Drehen des Verschlusses, Herausziehen und Schwenken zur Seite. Zusammen mit der Länge ergab sich eine ungünstige mechanische Auslegung für den Verschlussmechanismus, die praktisch kaum umzusetzen war. Elswick löste 1890 das Problem, indem der Verschlusskörper konisch ausgebildet wurde. An seinem vorderen Ende hatte er einen geringeren Durchmesser als an seinem hinteren. Dadurch konnte die Anzahl der Bewegungen auf zwei reduziert werden: Drehen der Schraube und Herausziehen mit gleichzeitigem Schwenken. Durch eine versetzte Anordnung der Segmente auf dem konischen und zylindrischen Teil wurden die Kräfte in das Rohr gleichmäßiger abgeleitet.

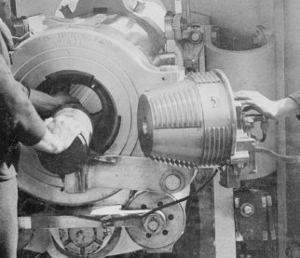
Verschluss eines britischen 6-Zoll-Geschützes

### Ogivaler Schraubenverschluss
Der bei der schwedischen Waffenfabrik Bofors beschäftigte Arent Silfversparre löste Anfang der 1890er-Jahre das Problem auf ähnliche Weise. Anstelle einer konischen Verschlussschraube nutzte er jedoch eine ogival geformte Schraube. Bofors setzte diese Konstruktion noch bis weit in das 20. Jahrhundert ein. Sowohl der ogivale als auch der konische Schraubenverschluss hatten den Nachteil, dass die Gewindestege an der Spitze – mit kleinerem Durchmesser – geringere Verriegelungskräfte aufnehmen konnten als die am hinteren Ende. Die mögliche Kraftaufnahme war also nicht proportional zur Länge des Verschlusses. Außerdem waren die Formen von Verschluss und Bodenstück relativ schwer zu fertigen.

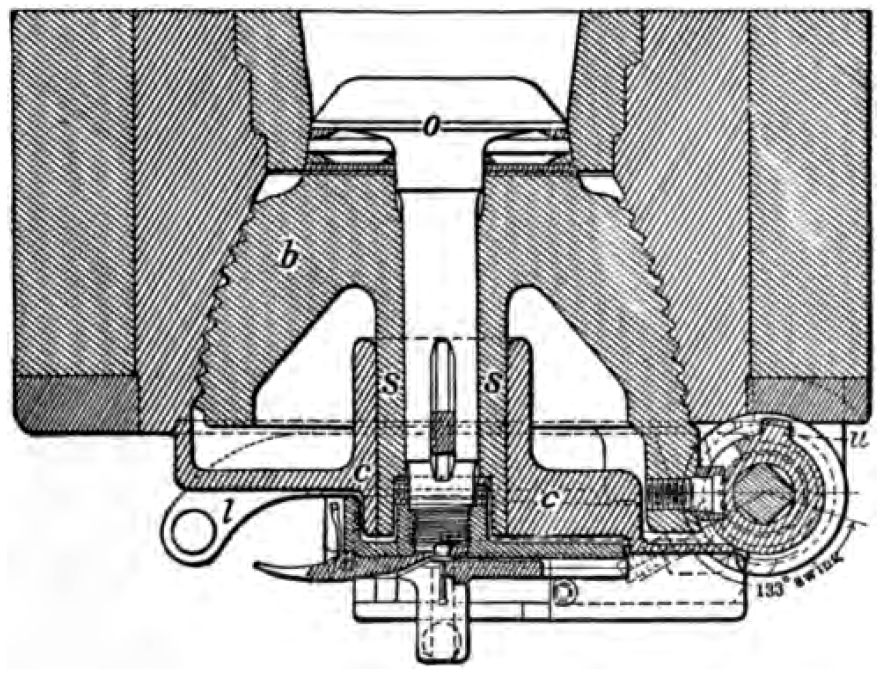
Skizze System Bofors
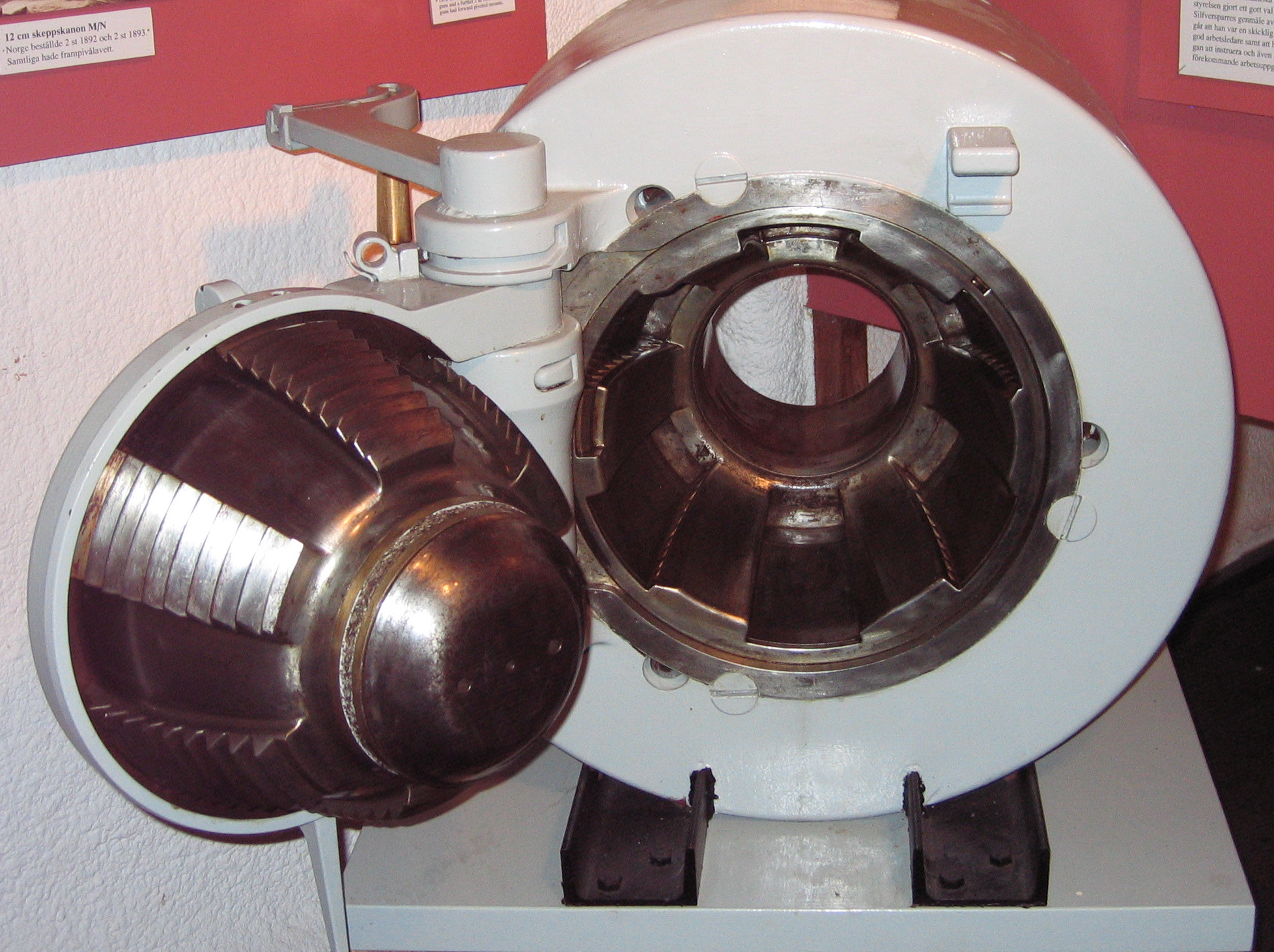
Ogivalverschluss System Bofors
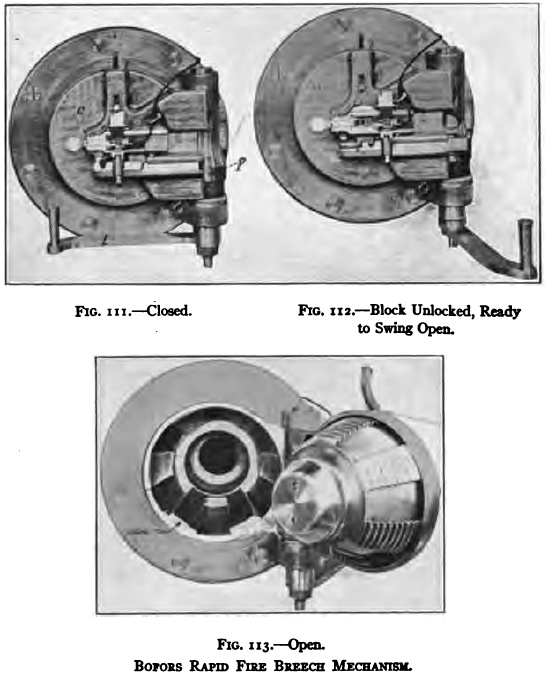
Bewegungsablauf des Boforsverschlusses

### Schraubenverschluss System Welin
Der Schraubenverschluss hatte bis zum Beginn der 1890er-Jahre seine Praxistauglichkeit bewiesen. Nachteilig war jedoch, dass lediglich 50 % des Umfanges zur Verriegelung genutzt wurden. Stärkere Rückstoßkräfte konnten nur durch längere Verschlüsse aufgenommen werden, auch wenn Elswick und Bofors hier Lösungen aufgezeigt hatten, blieb dieser Nachteil grundsätzlich bestehen. Um 1889/90 entwickelte der schwedische Konstrukteur und Industrielle Axel Welin ein neues, nachfolgend nach ihm benanntes Verschlusssystem. Er führte zwei weitere Gewindesegmente ein, die jedoch einen kleineren Durchmesser als die beiden ursprünglichen hatten. Dadurch standen nunmehr 2/3 des Umfanges für die Verriegelung zur Verfügung. Später wurden noch weitere Segmente hinzugefügt und so der an der Verriegelung beteiligte Umfang weiter erhöht. Damit konnte wieder zur einfacher zu fertigenden zylindrischen Verschlussschraube übergegangen werden. Bei dieser Konstruktionen wurde das Rohr am Bodenstück einseitig erweitert, was das Herausschwenken des Verschlusses nochmals erleichterte und eine kompaktere Verschlussmechanik möglich machte. Dieses Konstruktionsmerkmal ist auf dem Bild der russischen 305-mm-Kanone zu erkennen. Dieser Verschluss kann mit zwei Bewegungen geöffnet (Drehen – Schwingen) bzw. geschlossen (Schwingen – Drehen) werden und ermöglicht damit die Konstruktion großkalibriger schnellfeuernder Geschütze.

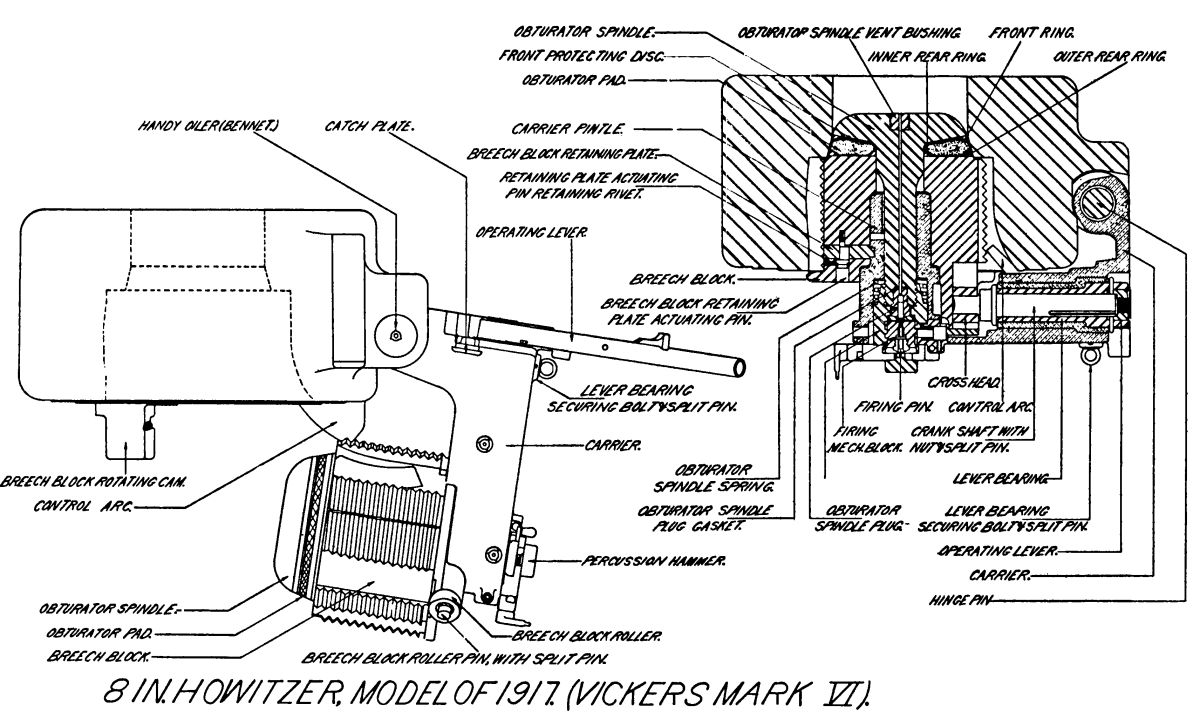
Schraubenverschluss System Welin
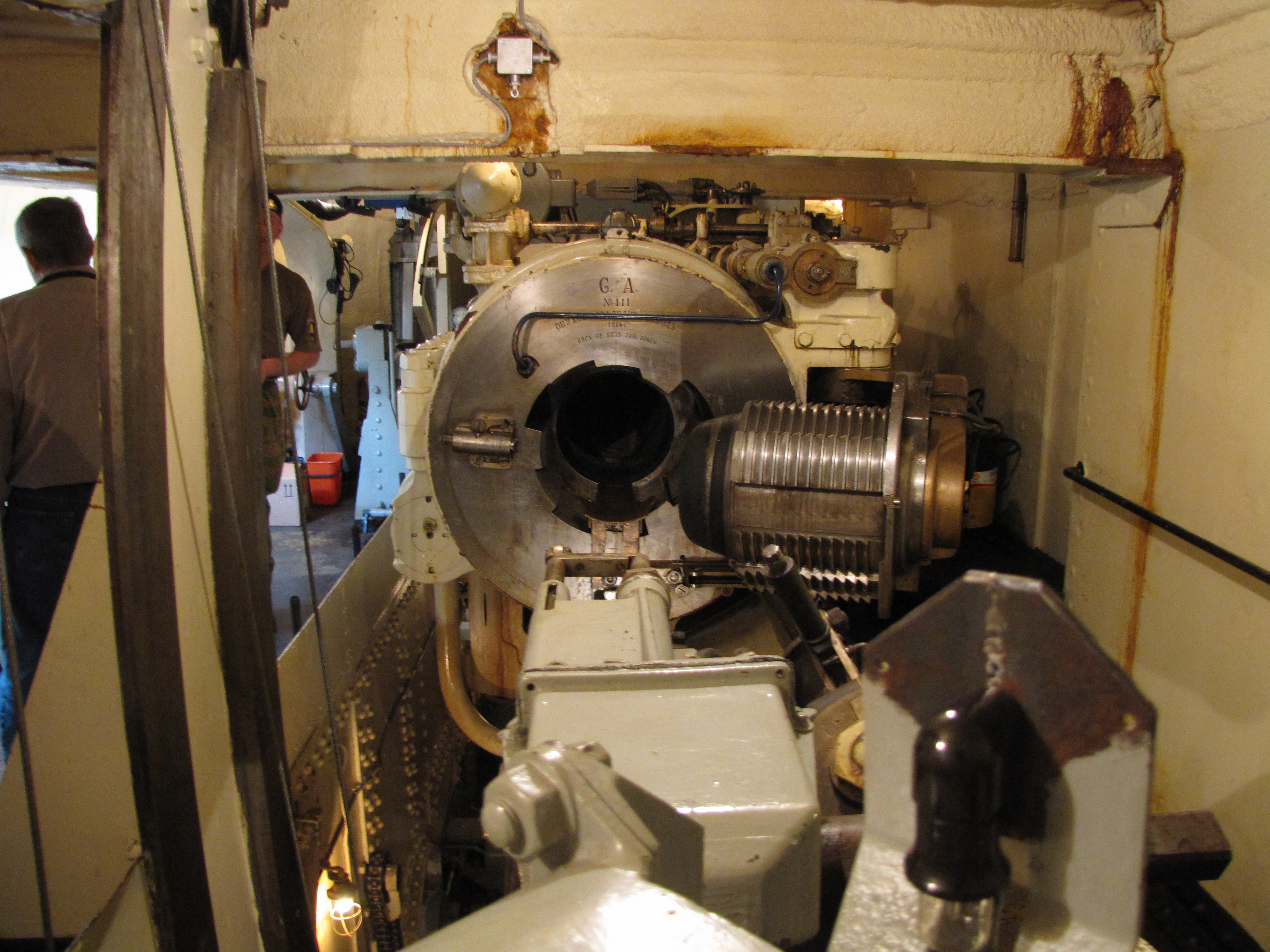
System Welin einer russischen 305-mm-Kanone

### Kammverschluss
Beim Kammverschluss wird das Schraubengewinde durch parallel laufende Kämme ohne Steigung ersetzt, daher muss der Verschlussblock beim Schließen nach dem Einführen nur gedreht, nicht aber nach vorn bewegt werden. Damit entfällt die sonst für das Anziehen der Schraube aufzubringende Kraft. Dieses Anziehen ist bei selbstlidernden Kartuschen eigentlich unnötig. Außerdem wird einer Lockerung bzw. einem Lösen der Schraube durch Erschütterungen vorgebeugt, was vor allem bei Schrauben mit großer Steigung auftreten kann. Erhardt konstruierte einen derartigen Verschluss bereits 1902, er konnte sich jedoch auf Dauer nicht durchsetzen. Gebräuchlich sind weiterhin Schraubenverschlüsse mit geringer Steigung.
Krupp führte eine weitere Abart des Kammverschlusses ein. Hier kamen wie beim System Welin mehrere Segmente unterschiedlichen Durchmessers zum Einsatz, der Verschlussblock selbst war außerdem noch wie bei der Konstruktion von Elswick konisch ausgeführt. Auch diese Konstruktion konnte sich nicht durchsetzen.

## Systeme mit ununterbrochenen Gewinden

### Schwanzschrauben
Der Schwanzschraubenverschluss war ein sehr früher und einfacher Versuch, Vorderlader in Hinterlader umzubauen. Das Rohr wurde einfach im hinteren Bereich geöffnet und mit einem Muttergewinde versehen. Als Verschluss kam eine Art Schraube zum Einsatz, die nach dem Laden eingeschraubt wird. Gezündet wurde wie beim Vorderlader über ein Zündloch. Es gab keinen Auswerfer für Hülsen.

Funktionsschema der Schwanzschraube

### Verschlusskonstruktion nach Armstrong
Einer der ersten Hinterladerverschlussmechanismen war der Armstrongverschluss. Er ist kein Gewindeverschluss im engeren Sinn, denn es wird ein metallischer Block von oben in das Rohr eingeführt. Nur die Verriegelung wird kraftschlüssig durch eine Schraube hergestellt, die von hinten in das Rohr eingedreht wird und den Metallblock gegen den hinteren Rand der Pulverkammer drückt. Diese Konstruktion verbindet damit Elemente des Keilverschlusses und des Schraubenverschlusses. Ein auf dem Block angebrachter Kupferring schließt die Pulverkammer gasdicht ab. Die einzelnen Elemente des Verschlusses sind nicht miteinander gekoppelt, daher sind Öffnen und Schließen des Verschlusses kompliziert und zeitaufwendig. Da Armstrong herkömmliche Treibladungsbeutel anstelle von Granatpatronen oder Kartuschen verwendete, konnte die Gasdichtigkeit nur mit hohem zusätzlichen Aufwand sichergestellt werden.
Der Armstrongverschluss kam ab den 1850er-Jahren bei der Royal Navy und der British Army in den Geschützen der RBL-Serie (Rifled Breech Loader, deutsch: Rohr mit Zügen, Laden mit Verschluss) zum Einsatz. Da Herstellung und Unterhalt der Geschütze und der Munition aufwendig und damit teuer waren, sich andererseits gegenüber Vorderladern keine nennenswerten Vorteile ergaben, ließ die Royal Navy die Produktion derartiger Geschütze ab 1864 einstellen und ging wieder zum Vorderlader über, diesmal aber mit gezogenem Lauf (RML - Rifled Muzzle Loader). Auf britischer Seite kamen Geschütze mit dem von Armstrong konstruierten Verschluss im Zweiten Opiumkrieg zum Einsatz. Die japanische Armee setzte Kanonen mit diesem Verschlusssystem erfolgreich im Boshin-Krieg ein.
Armstrong und Whitworth entwickelten ihren Verschluss weiter. Der Block bzw. Keil entfiel, der Verschluss und die Verriegelung wurden allein durch die Verschraubung sichergestellt. Dabei kamen sowohl in das Rohr hineingeschraubte als auch aufgeschraubte Verschlussschrauben zum Einsatz. Prinzipiell waren diese Konstruktionen brauchbar. Das verwendete Gewinde war jedoch nicht unterbrochen. Zum Schließen bzw. Öffnen musste die Schraube mehrere Umdrehungen gedreht werden, was relativ zeitaufwändig war.

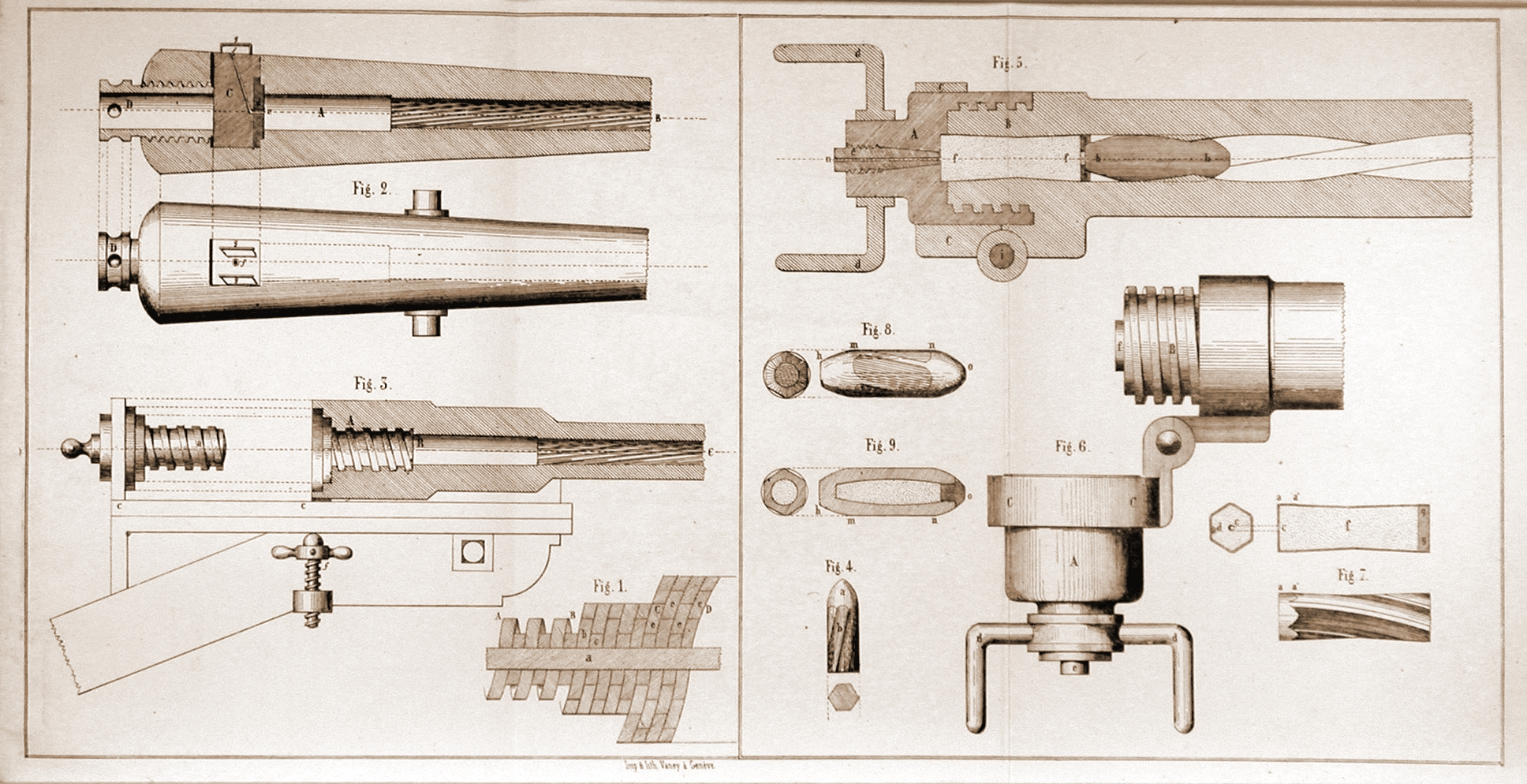
Verschlusskonstruktionen von Armstrong und Whitworth

### Exzentrischer Schraubenverschluss System Nordenfelt / „Arsenal de Bourges-/Atteliers Puteaux“-System
Der Nordenfeltverschluss wurde in den 1890er-Jahren in Frankreich von der dort ansässigen Firma des schwedischen Konstrukteurs Thorsten Nordenfelt entwickelt. Das Bodenstück war hier zylindrisch mit ununterbrochenem Gewinde und einer Aussparung an einer Seite. Die Drehachse des Zylinders lag in Richtung der Rohrlängsachse, jedoch um etwa 100 mm nach unten verschoben. Durch die nach unten verschobene Drehachse gab die Aussparung in der Ladestellung das hintere Ende des Rohres frei. In dieser Stellung wurde das Geschütz geladen. Durch eine Rechtsdrehung des Verschlusses von 120° um die Rohrlängsachse wurde das Geschütz schussbereit gemacht.
Der Verschluss hatte eine Ausdrehsicherung, eine Verriegelung, einen manuellen Auswerfmechanismus und einen Wiederspannabzug (Bilder 1, 2, 3, 4).
Durch das Entfernen der Ausdrehsicherung konnte der Verschluss durch einfaches Herausdrehen entfernt werden. Der Verschluss hatte gegenüber den bis dahin in Frankreich sehr häufig eingesetzten De-Bange-Verschlüssen klare Vorteile. Es musste nicht mehr gekurbelt, gezogen und geschwenkt werden, sondern nur noch die 120°-Drehung vollzogen werden. Die Hülse wurde durch einen hinter dem Verschluss liegenden Auswerfer aus dem Rohr ausgestoßen. Durch den leicht zu entfernenden Verschluss waren Wartung und Reinigung des Geschützes einfach. Durch die sehr einfache Konstruktion war der Verschluss wenig anfällig für Störungen und Schmutz.
Der Verschluss kam bei den verschiedenen Versionen der Canon de 75 mm modèle 1897, bei den 1×75-mm-/2×75-mm-Galopin-Dreh-Versenktürmen und noch bis in die Dreißigerjahre bei 75-mm-Festungsgeschützen der Maginotlinie zum Einsatz.
Die Ladesequenz:
- Einschieben der Patrone in den Lauf. Der Abzug ist gesperrt (Bild 1).
- Drücken des Entriegelungsknopfes und Drehung des Blocks nach rechts bis zum Endanschlag.
- Die Verriegelung rastet in der Endstellung selbstständig ein, der Abzug ist freigegeben. Die Waffe ist feuerbereit. (Bild 2)
- Durch Ziehen am Abzugsgriff wird der federbelastete Abzugshahn gespannt. Am Ende der Zahnstange befindet sich eine Vertiefung, der Hahn schnellt in die Ausgangsposition zurück. Hierdurch wird der Zünddorn auf das Zündhütchen geschlagen, die Zündung erfolgt.
- Nach der Schussabgabe wird wiederum der Entriegelungsknopf gedrückt und der Verschluss bis zum Anschlag nach links gedreht. Der Abzug wird automatisch gesperrt.
- Die federbelastete Auswerfergabel wird von der Verschlussschraube freigegeben und stößt automatisch die Hülse aus.
- Die Waffe ist wieder ladebereit. Der Abzug ist gesperrt.

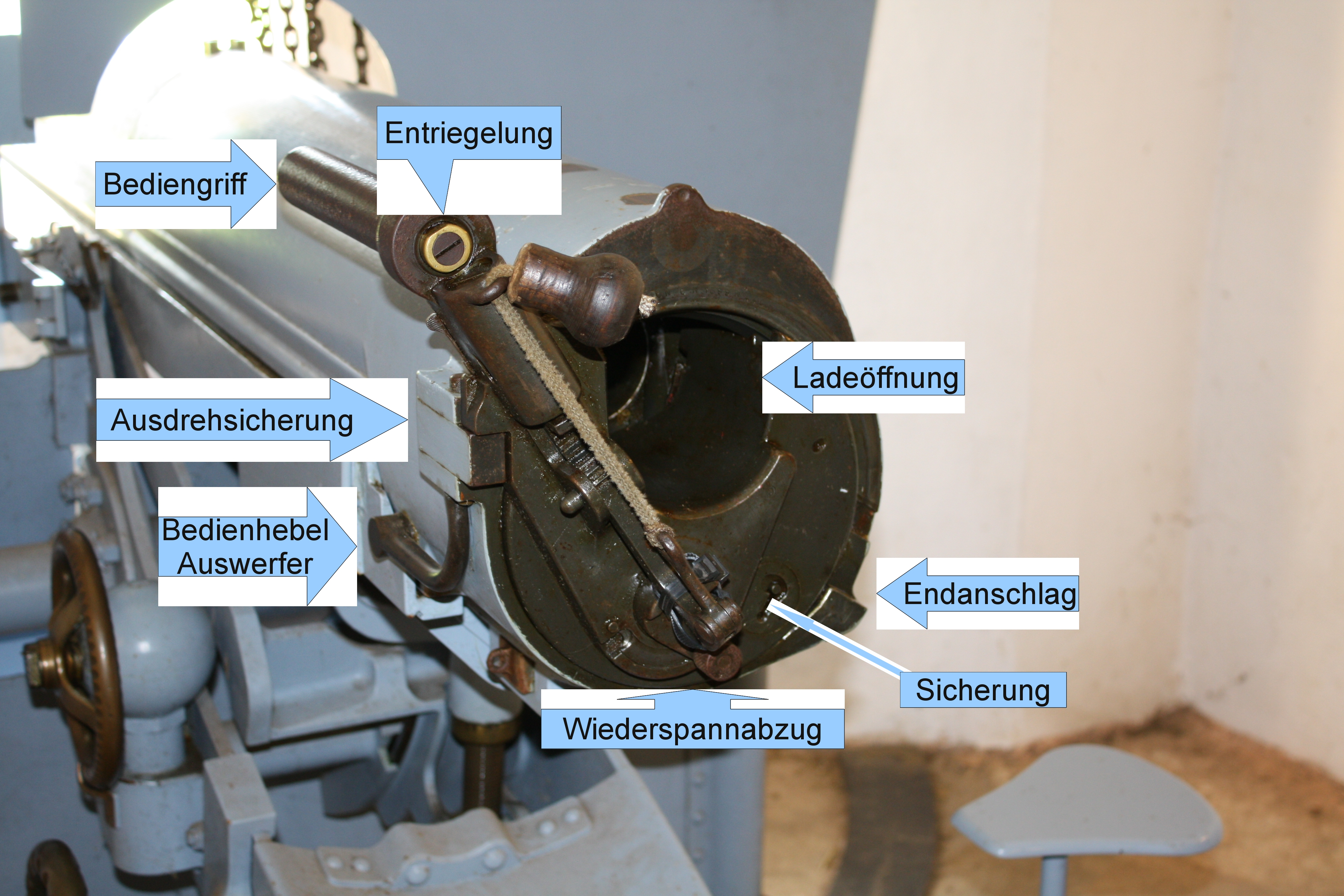
Bild 1: Geöffneter Verschluss mit Bezeichnungen
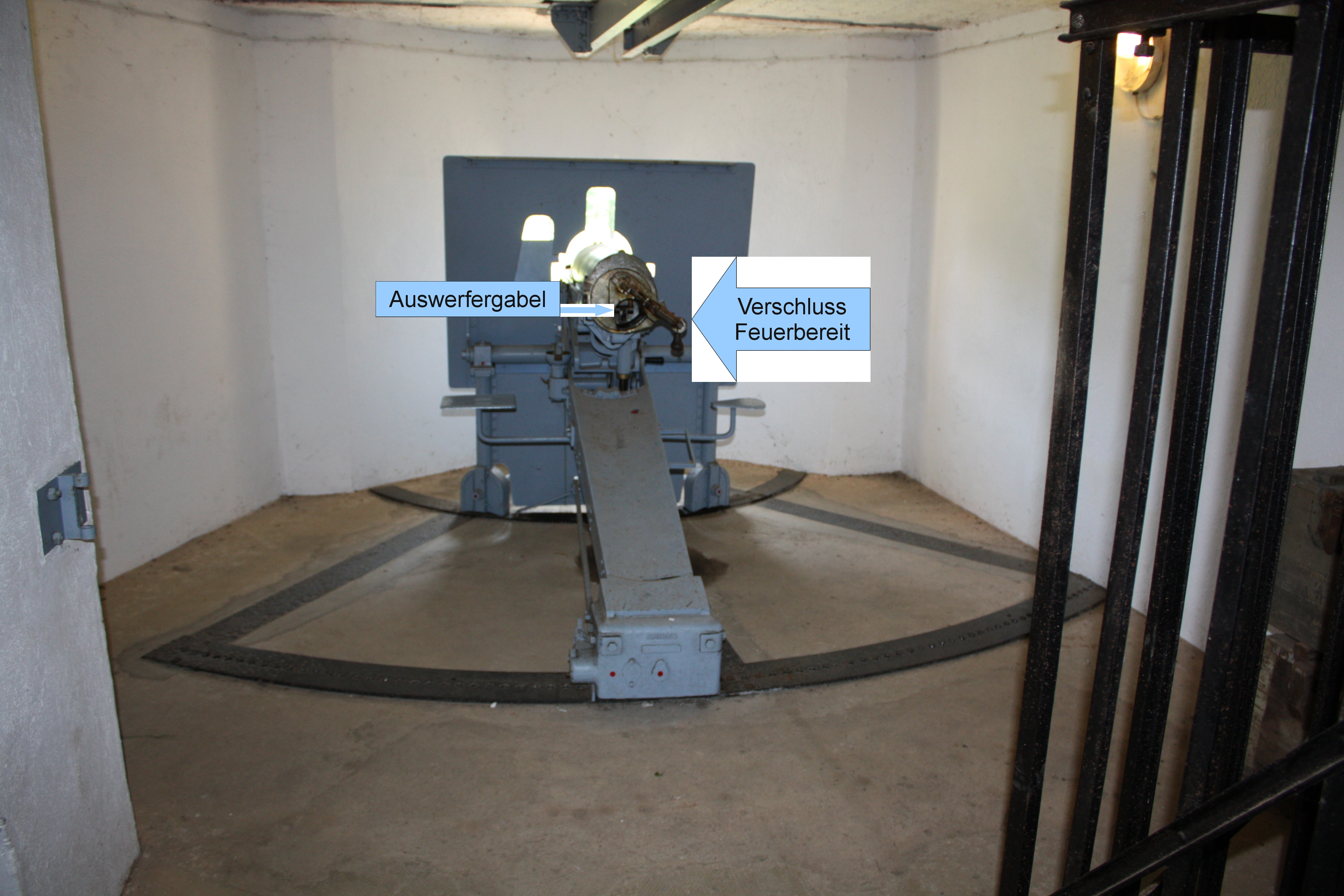
Bild 2: Geschlossener Verschluss mit Bezeichnungen
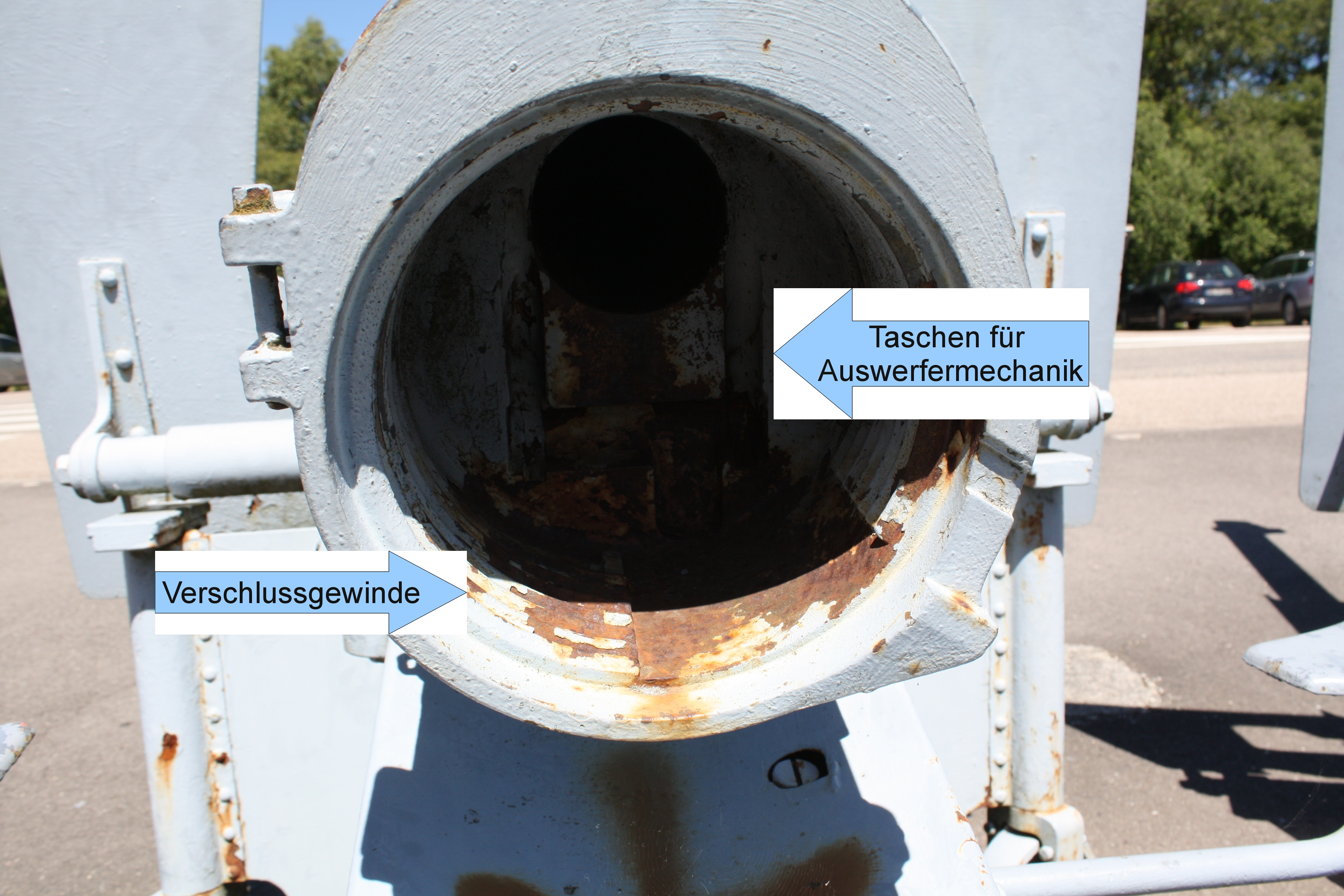
Bild 3: Rohr ohne Verschluss mit Bezeichnungen
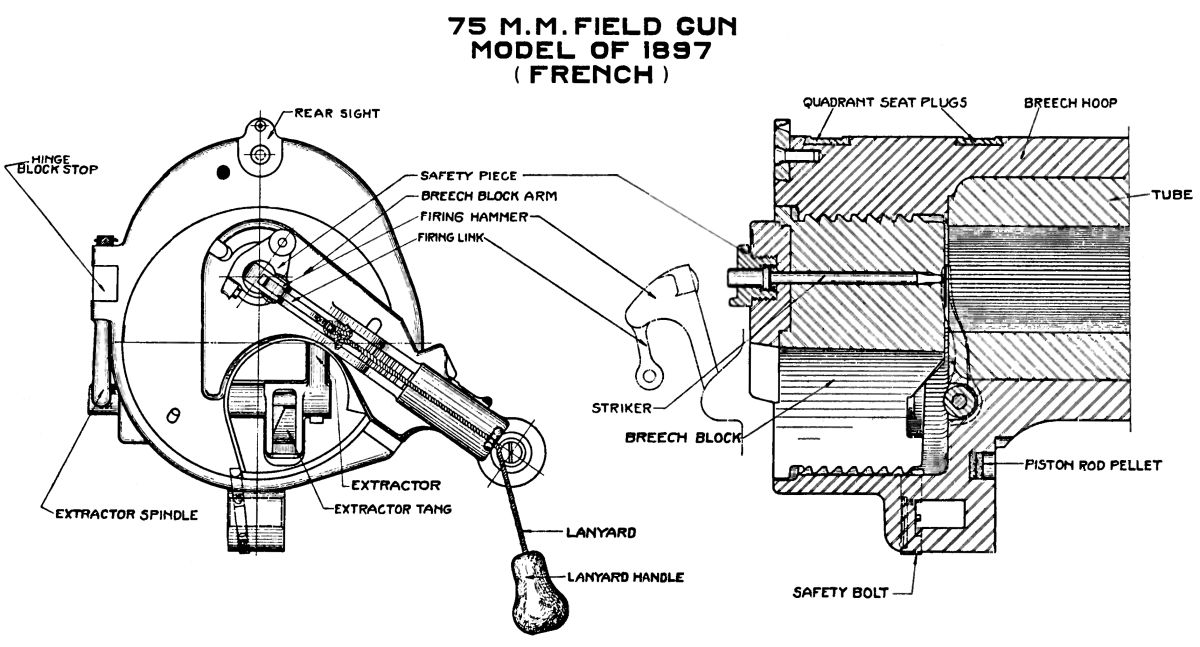
Bild 4: Skizze des Verschlussmechanismus
- Canon de 75 beim Laden und Feuern